# 유합
《유합》(類合)은 16세기에 편찬된 것으로 추정되는 한문 입문서이다. 서거정이 지었다고 전하나, 최세진은 유합은 저자를 알 수 없다며 그러한 주장을 부정하였다. 현전하는 가장 오랜 선본은 안성 칠장사(七長寺)판으로, 1664년에 만들어졌으며, 그 외에 10여 종의 이본이 전한다.
1515자의 한자를 수목(數目), 천문(天文), 중색(衆色) 등 주제에 따라 나누고, 네 글자씩 묶어 제시하였다. 한자의 훈을 문맥에 따라 새겼기 때문에 동음이의어에 따른 혼동 없이 학습을 편리하게 하였다. 후일, 유합에는 요긴한 한자가 많이 빠져 있고, 불교를 숭상하고 유교를 배척하는 내용이 있다는 이유를 들어, 1576년에 유희춘이 유합을 개고한 《신증유합》을 편찬한다.